# 봄바디어 알스톰 HHP-8
봄바디어 알스톰 HHP-8(영어: Bombardier/Alstom HHP-8) 또는 하이 하우스 파워 8000(영어: High Horse Power 8000)은 캐나다 봄바디어 트랜스포테이숀과 프랑스 알스톰에서 개발한 전기 기관차로 미국의 철도 기업인 암트랙의 발주로 개발되었고 1998년부터 2001년까지 21대가 생산되었다. 현재 운용하고 있는 회사는 미국의 철도 기업인 MARC 트레인이 있으며 한 때 미국의 철도 기업인 암트랙도 운용했으나 결함 문제로 전량 퇴역했다.

## 사진

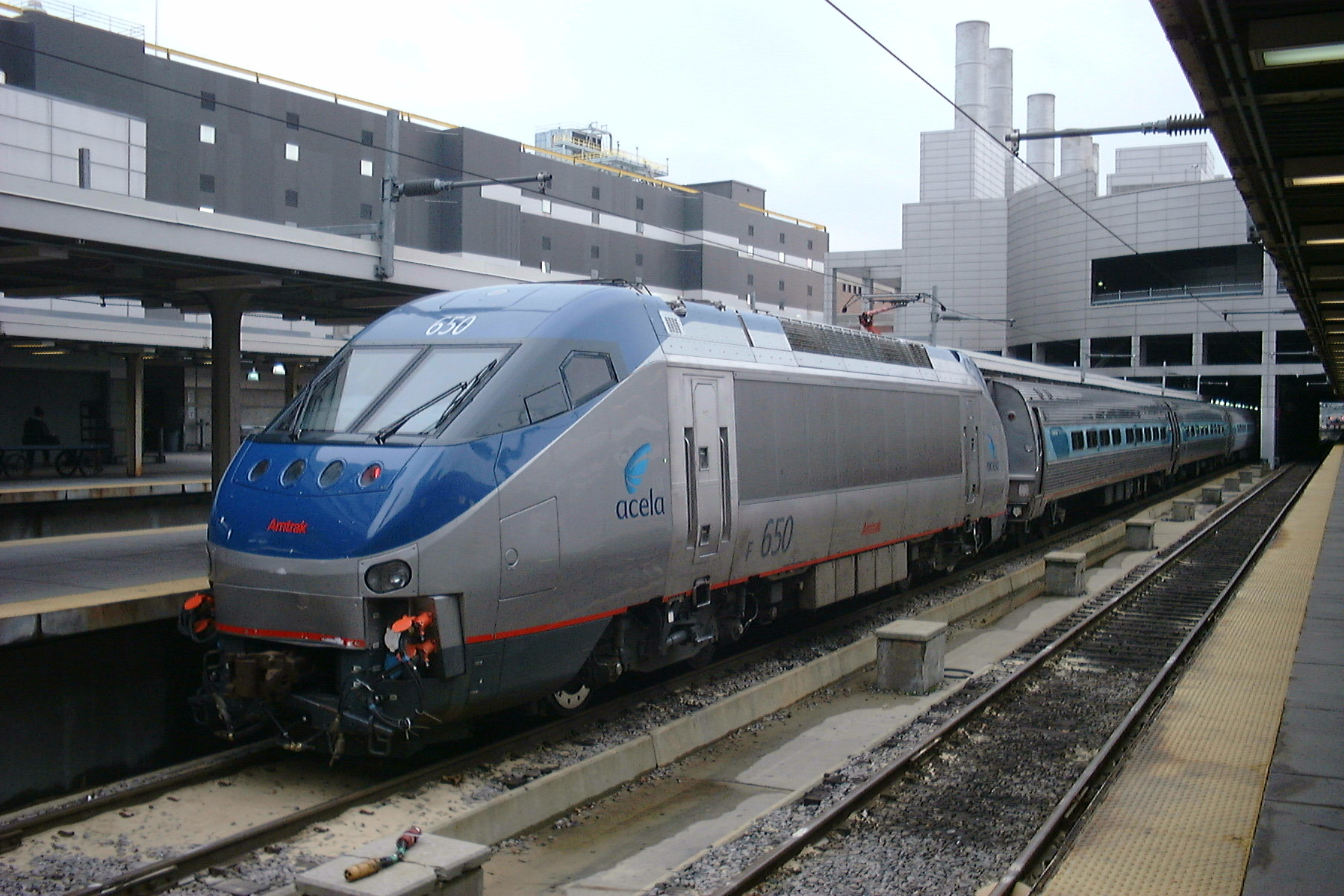
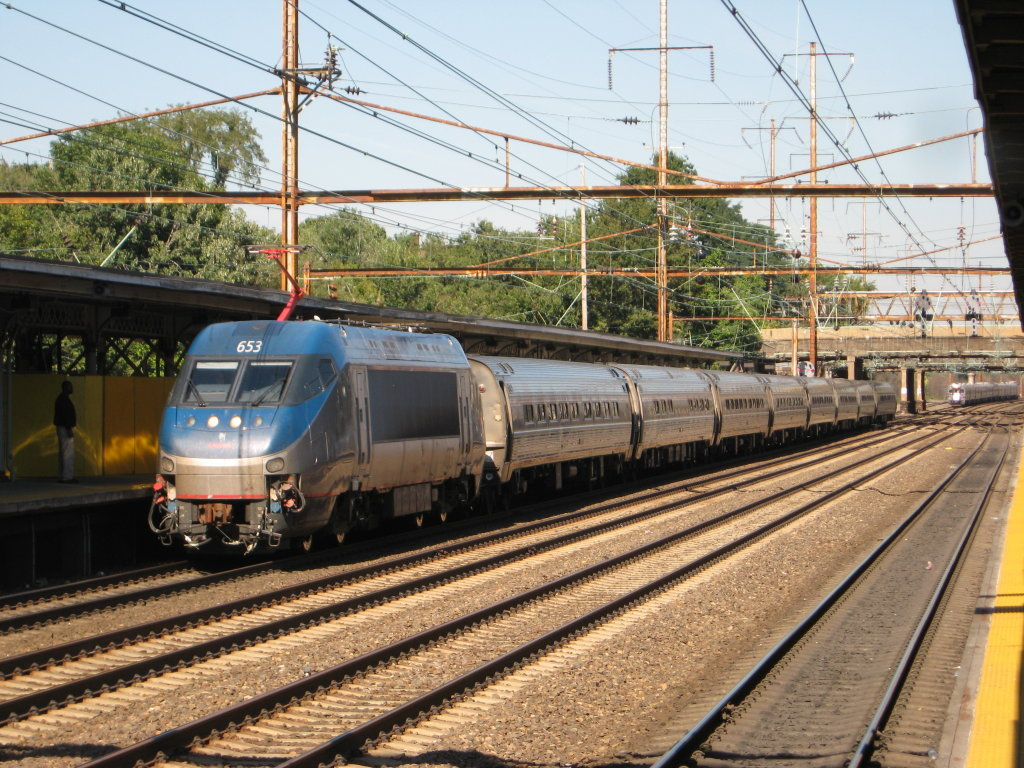
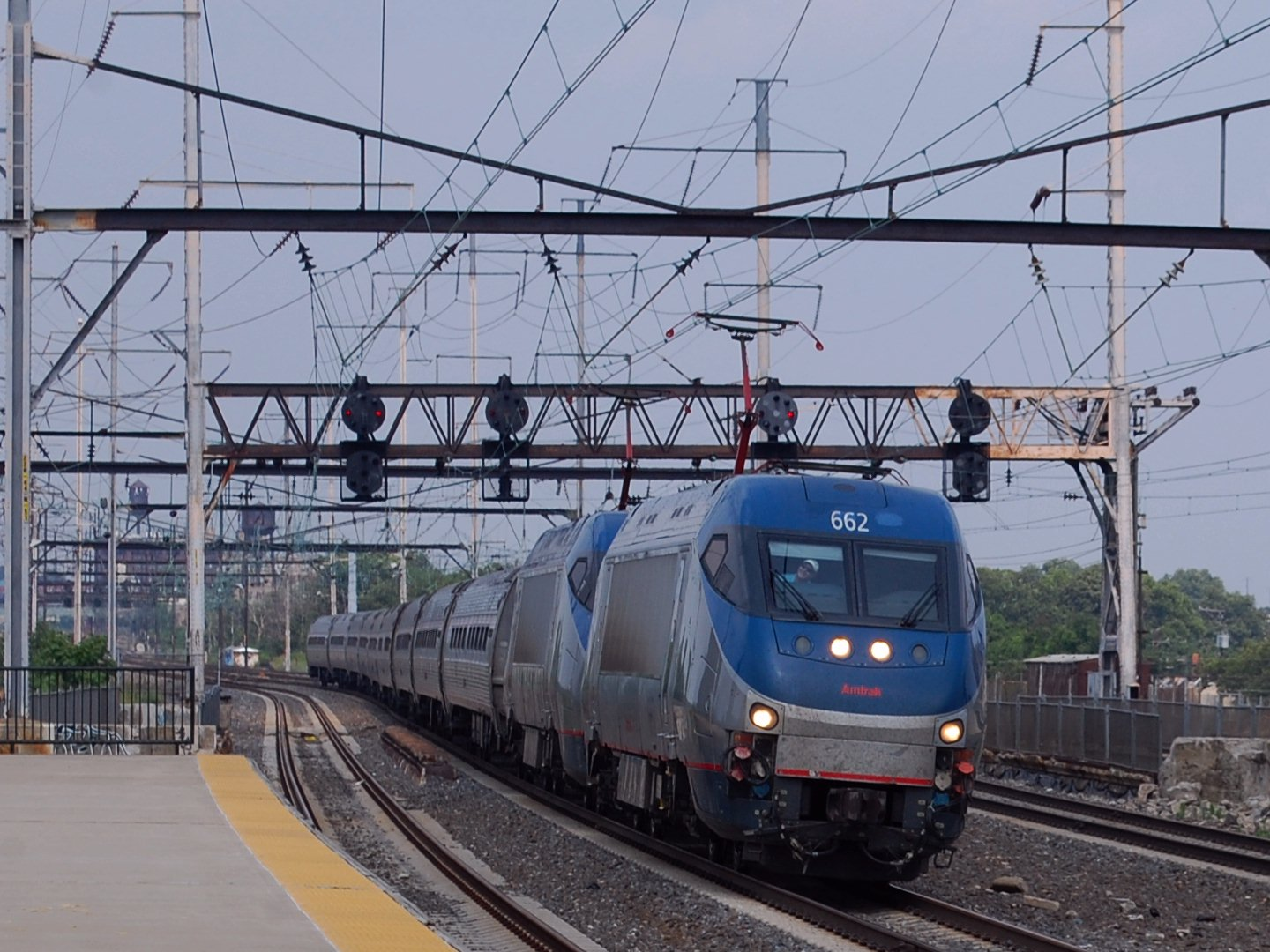
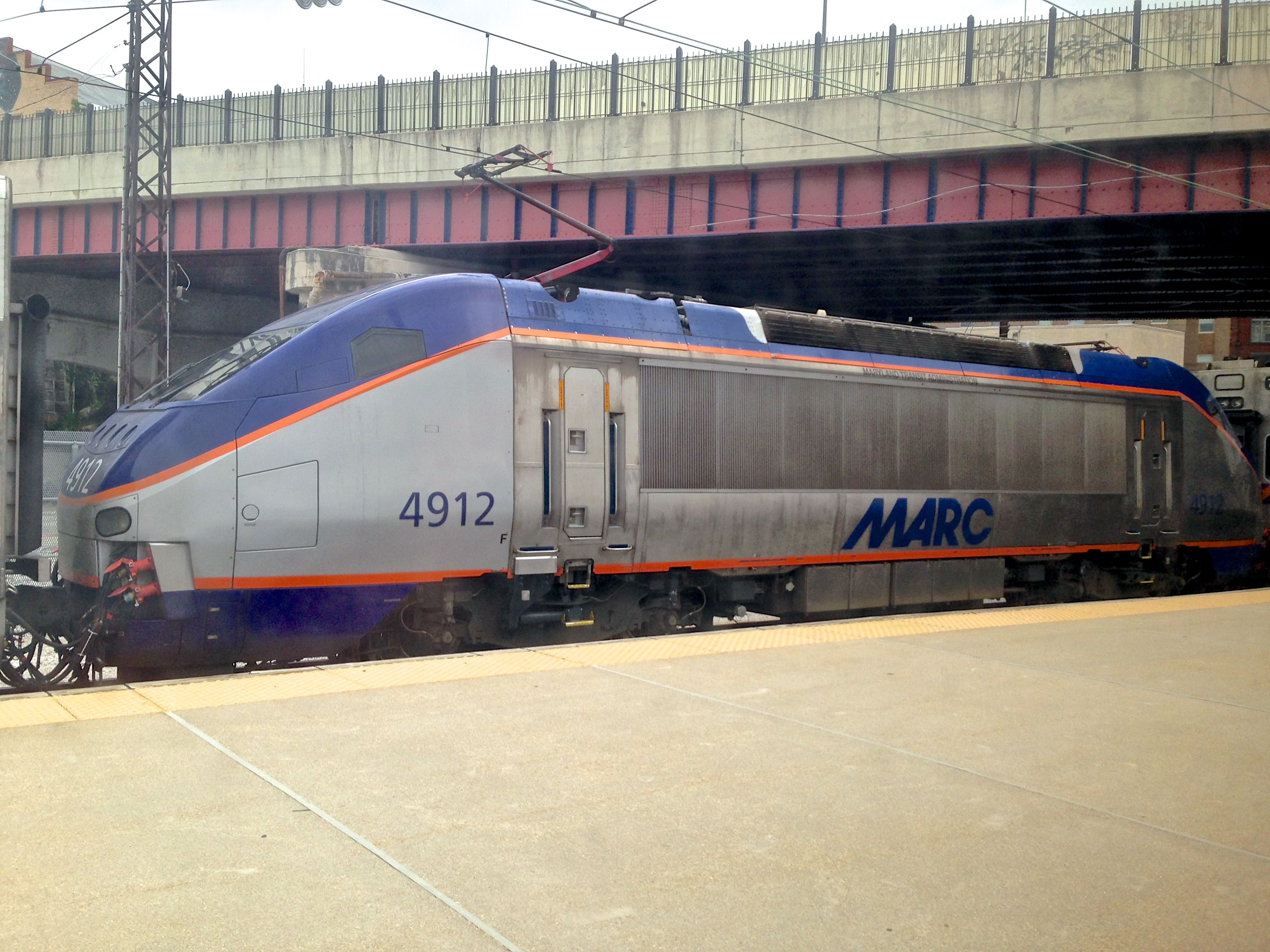
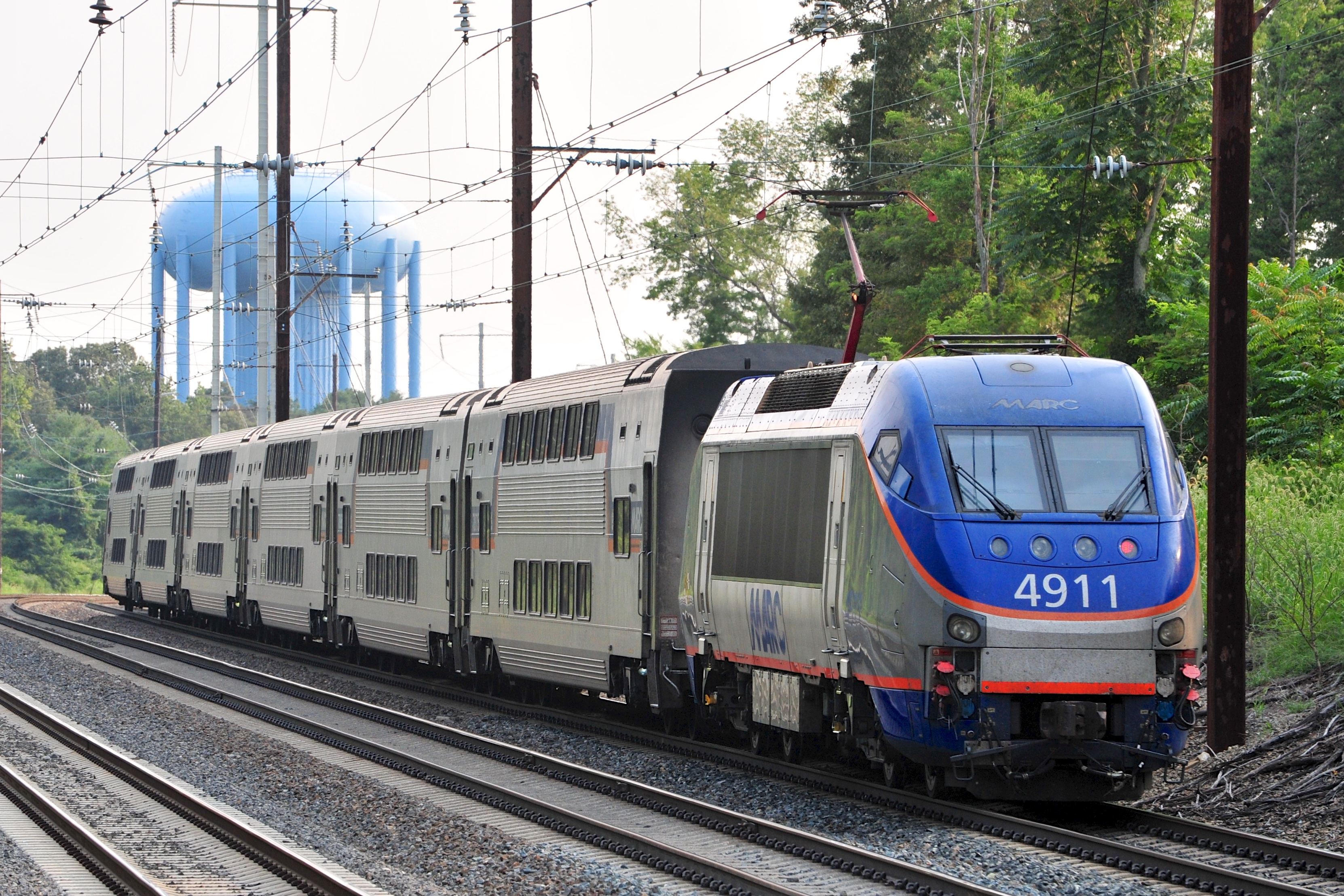
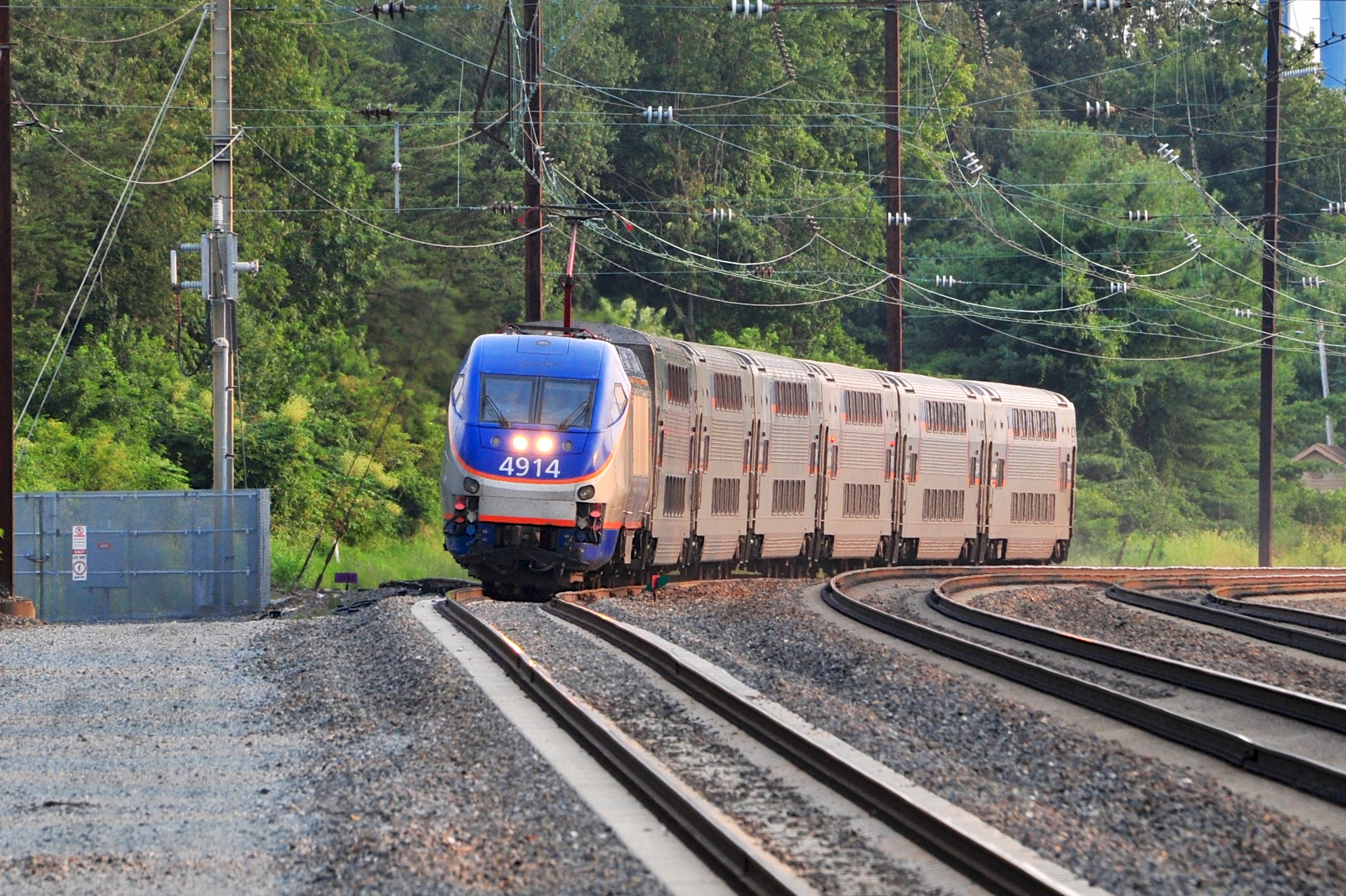